# 野沢清
野沢 清（のざわ きよし、旧字体：野澤 淸、1932年（昭和7年）11月 - 2006年（平成18年）8月）は、日本の造園家。東京生まれ。日本造園アカデミー会議議長、「園学むだん塾」を主宰した。

## 経歴
1958年（昭和33年）、東京農業大学農学部造園学科卒業。荒木芳邦や中島健に師事した後、鈴木崇と野沢・鈴木造園設計事務所を設立した。
1982.4-2006年まで、日本造園アカデミー会議 運営委員。2003.4からは議長を務める。
1990年から1年間は中央技能検定委員(造園職種)を歴任。
六人兄弟の五番目として昭和七年(1933年)、東京杉並区荻窪生まれ。小学校二年の時、サラリーマンであった父親の転勤に伴って宇都宮市に転校していく。戦時中現東京都品川区の旧東京府立第八中学校(現東京都立小山台高等学校)に入学するが、数ヶ月後に栃木県黒磯市に疎開、大田原中学校に転校。終戦後、東京に戻り、府立第八中学校に復学。美術部に所属。担当教師に薦められて、東京芸術大学への進学を希望するが、三年間の浪人生活の後に断念。1954年に東京農業大学緑地学科・卒業時は造園学科、に入学。1958年に大学を卒業し、下北沢駅前の「北沢園芸」で二年間花屋修行をし、その後東京農業大学に戻り一年間教授の井下清の下で従事。師に東京都公園課への勤務を薦められるが大学の先輩で造園家として活躍していた荒木芳邦より誘いがあり、1961年から大阪府池田市の荒木造園に勤務する。関西での生活を始めて三年後、過労が重なり休養するため東京の実家に戻る。
休養後、造園家の中島健に弟
子入りをお願いし、許されて1963年から綜合庭園研究室に勤務。
1966年八月、 翌年に開催を控えたモントリオール万国博覧会の日本館庭園工事のため渡加。工事終了後、アメリカ、ヨーロッパの各地の庭園を見学後、ローマに寄り現地の日本文化館 (1961年に綜合庭園研究室作品) の補修監理工事をして帰国。
中島健に八年間師事した後、1971年からの野沢・鈴木造園設計
事務所を設立爾来三十五年間、造園に関わる数多くの計画·設計·監理に携わる。

## 受賞
1980年に静岡県城北公園、関東学院大学校内修景他一連の作品で、東京農業大学造園大賞。
1983年、静岡市城北公園日本庭により日本造園学会賞作品賞を受賞した。
1992年に薬師の泉庭園中山道薬師の泉と小豆沢崖線の緑で、活き粋いたばしまちなみ景観賞。忍城址博物館外構で、1993年さいたま景観賞を、1995年に都市景観大賞を受賞している。

## 代表作
1975 萩原邸庭園 | 調布市益田邸
1976 関東学院大学 六浦キャンパス修景 | 横浜市、関東学院大学オリーブ広場
1977 山本邸庭園 | 大田区、
稲城市緑の実態調査 | 稲城市、
1978 静岡市城北公園基本設計、
関東学院大学六浦キャンパス8号館北側広場 | 横浜市、
1979 静岡市城北公園水の広場 | 静岡市、
1982 静岡市城北公園日本庭園 | 静岡市、
1986 世田谷区立美術館造園 | 世田谷区 (建築家内井昭蔵との協働設計)
1987 一宮市博物館造園 | 一宮市
(内井昭蔵建築設計事務所)、
世田谷区名木百選調査 | 世田谷区
1988 京都市桂坂東 CED、中央CED造園 | 京都市 (内井昭蔵建築設計事務所) 
新百台ヶ丘38街区集合住宅| 川崎市 (内井昭藏建築設計事務所) 、
1989 板橋区薬師の泉庭園、
大磯城山公園内城山庵茶庭
1990 大阪花と緑の博覧会 政府苑山の造園、
1992 行田市忍城址博物館庭園、
東京都における文化財庭園の管理運営基礎調査、
1993 味方村平澤・曾我記念館造園(建築家香山壽夫と協働設計) | 新潟県味方村、
参議院副議長公邸造園(内井昭藏建築設計事務所)
関東学院大学六浦キャンバス六浦ガーデン造園、
多磨霊園納骨堂周辺修景(内井昭蔵建築計事務所)

吹上新御所造園(内井昭藏建築設計事務所) | 千代田区
日本聖公会ナザレ修女院
1994 彩の国さいたま芸術劇場造園(香山アトリエ)さいたま市、滋賀県立大学実験棟
群馬県立自然史博物館かぶら文
化ホール、群馬県立前橋高等養護学校
1997 山田守正邸庭園 | 町田市、
妙瑞寺安穏廟境内庭園 | 大分市、
酒田市美術館造園(建築家池原義郎と協働設計)、
群馬県自然史博物館造園(内井昭蔵建築設計事務所) | 富岡市、
1998 長久手町文化の家造園(香山アトリエ) | 長久手町、
砧公園・世田谷美術館造園、明治学院大学キャンパス、吹上御所、玉林山実教寺、
亀岡市ガレリア亀岡造園(池原義郎建築設計事務所)
門久寺永大安穩廟、
大分市美術館
2000 関東学院大学釜利谷キャンパス緑の劇場造園、
2001 関東学院大学六浦キャンパス フォーサイト広場、
下関市新唐古市場造園・屋上公園(池原義郎建築設計事務所)、
長谷木記念幹鎮守の杜(内井昭蔵建樂設計事務所)、
明治学院大学白金グランド(内井昭蔵建築設計事務所)、明治学院大学パレットゾーン
下蒲刈 ガーデンアイランド構想計画
2002 可児市文化創造センター造園(香山アトリエ)、
上野毛レジデンス造園(内井昭藏建築設計事務所)
2004 角田山妙光寺三重搭周り地泉庭園(園学むだん塾施工) 巻町、
2005 香蘭女学館ピカテス記念館及び芝蘭庵(内井昭藏建築設計事務所と)
ゑしんの里記念館(池原義郎建築設計事務所)、
2006 善正寺庭園(園学むだん塾施工) 川崎市、
長久山安詳寺開林廟 | 大田区 ほか、多数。

## 著書
単著
- 石の庭・自然の庭（誠文堂新光社 1970. 住まいと庭シリーズ)
- 「園学」のすすめ : 造園を哲学する（「園学のすすめ」編集委員会編集／シリーズ・実学の森、東京農業大学出版会 2008
- 新園芸手帖 日曜耀植木屋たのしみ作り方/庭木の手入れと刈り込み(誠文堂新光社. 1966)
- わが家の庭づくり湿地をいかした庭(/ガーデンライフ編集、1967.誠文堂新光社)
- お庭拝見ガーデンライフ別冊-荻原邸,アプローチを生かす/益田邸,花の庭(誠文堂新光社.1976)
- 庭のプラン集/階段を活かした前庭(建樂資料研究社. 1977)
- 植木 7/ 農耕と園芸 | 小さな流れの庭(誠文堂新光社. 1979)
- 庭づくりのコツ|僧都のつくり方(ニューハウス編集出版、1982)

共著
- 花・庭木・庭ガイドブック（東京農業大学社会通信教育部 1973
- 造園図面の表現と描法／フリーハンドからパースまで, . ランドスケープ・デザインノート（誠文堂新光社 1977
- 世田谷区名木百選(野沢,鈴木造園設計事務所、世田谷区、1988)
- 技能士向上研修シリーズ(3)住宅庭設計積算マニュアル1図面集(日本造園組合連合会.)
- 実践パース塾 初歩編(園学むだん塾)

## 指導歷
大学等の非常働講師は、関東学院大学建築学科(1972-2002、造園全般)東京農業大学造園学科(1991-2002、計画及び設計の演習)、国土建設学院造園緑地工学科((1991-1993)など。セミナーの講師に、愛知県植木センター実務講座造園設計コース(1989.7-2006.7)、かわさき市民アカデミーみどり学コース(1997.4-2004.7)など。
この他、希望者がいればいつでも開催造園パースの講習(2000 4~)や園学むだん塾を主幸。野澤を慕う若い造関家対象に開催、造園全般を指導していた。